# Lekker lekker in de zon
Lekker lekker in de zon is een single van de Nederlandse band HIKE uit 2011.

## Achtergrond
Lekker lekker in de zon is geschreven door Wim Maatman en geproduceerd door de band zelf. Echter betreft het een cover van het nummer Cannabis van de Spaanse skapunk band Ska-P. Het nummer zou voor het eerst worden gespeeld in een café in Varsseveld, maar er werd door 3FM aan de band gevraagd of het nummer voor het eerst op 3FM mocht worden gedraaid. Dit gebeurde nadat Coen Swijnenberg van de Coen en Sander Show een teaser van het nummer op YouTube had gehoord. Mede door de aandacht op 3FM, bereikte het nummer de 59e plek van Single Top 100. Later in 2011 werd er aan de band gevraagd om een speciale versie van het lied te maken voor het vijfjarig jubileum van de Coen en Sander Show. In de winter van 2011 kwam de band samen met DJ Maurice met een après-ski versie van het nummer, getiteld Lekker in de sneeuw.